# Mešní konvička

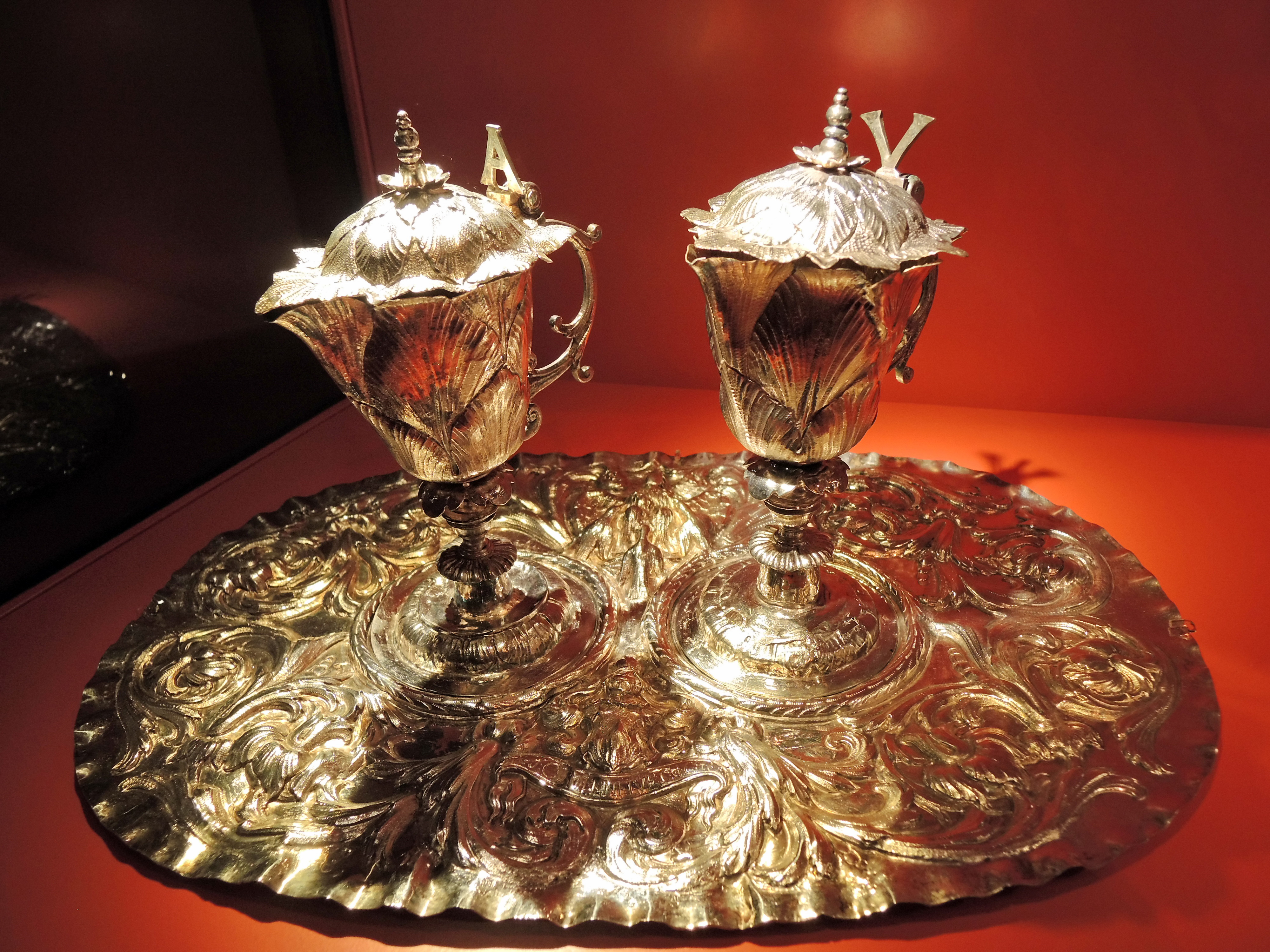
Barokní kovové mešní konvičky (Švýcarsko, 1681)

Mešní konvička, v církevní latině známá také jako urceolus „konvička“ nebo amula „mísa, umyvadlo“ je liturgická nádoba užívaná při katolické a anglikánské mši. První zmínka o ní pochází z 5. století ze Statuta ecclesiae antiqua, ale pravidelně se začala používat až ve 12. století. Používají se dvě mešní konvičky, jedna naplněná vínem a druhá vodou, které jsou vyrobeny ze stříbra, mědi, mosazi, cínu, případně ze skla či keramiky, a při eucharistii je z nich naplněn použitý kalich. Víno symbolizuje božskou přirozenost Krista, zatímco voda lidskou.
Podoba a zdobení konviček závisí na době a místu zvyku. Například v Itálii jsou typické tenkou hubičkou, ve Francie jsou zase baňatější nebo mají podobu malého džbánu. Pokud jsou neprůhledné bývá konvička na víno označena písmenem V a na vodu písmenem A, což odkazuje na latinské vinum a aqua. Ke konvičkám je také připojen tác který zachycuje vodu když si kněz myje ruce a někdy také lžička nápomocná při nalévání malého množství vody do kalicha.
Ve východních ritech nemají konvičky na víno a vodu charakter liturgických nádob.